# What the Game’s Been Missing!
What the Game’s Been Missing! – drugi studyjny album amerykańskiego rapera Juelza Santany. Został wydany 22 listopada, 2005 roku. Gościnnie występują Cam’ron, Young Jeezy czy Lil Wayne.

## Lista utworów
1. "Intro"
2. "Rumble Young Man Rumble"
3. "Oh Yes"
4. "Shottas" (feat. Cam’ron & Sizzla)
5. "Clockwork"
6. "Kill 'Em" (feat. Cam’ron)
7. "This Is Me"
8. "Make It Work for You" (feat. Young Jeezy & Lil Wayne)
9. "Whatever U Wanna Call It" (feat. Hell Rell)
10. "Gangsta Shit"
11. "Lil' Boy Fresh"
12. "Good Times"
13. "Freaky"
14. "Murda Murda" (feat. Cam’ron)
15. "Gone"
16. "Kid Is Back"
17. "Changes" (feat. Razah)
18. "I Am Crack"
19. "There It Go (The Whistle Song)"
20. "Violence" (feat. Bezel)
21. "Daddy"
22. "Mic Check"

## Sample
- "Oh Yes"
  - "Please Mr. Postman" - The Marvelettes
- "Lil' Boy Fresh"
  - "I've Got To Be" - Eddie Kendricks
- Murda Murda"
  - "Welcome To Jamrock" - Damian Marley
- "Gone"
  - "Mark of the Beast" - Shirley Caesar
- "Daddy"
  - "I Don't Want to Miss a Thing" - Aerosmith

## Notowania i sprzedaż
What the Game’s Been Missing! uplasował się na 1. miejscu notowań Top Rap Albums i Top R&B/Hip-Hop Albums oraz 9. na Billboard 200. Do września 2006 r. albumu sprzedano w ponad 655.000 egzemplarzach.
| Notowanie              | Najwyższa pozycja |
| ---------------------- | ----------------- |
| Top R&B/Hip-Hop Albums | 1                 |
| Billboard 200          | 9                 |